# Pterolophia postmedioalba
Pterolophia postmedioalba är en skalbaggsart som beskrevs av Stefan von Breuning 1961. Pterolophia postmedioalba ingår i släktet Pterolophia och familjen långhorningar. Inga underarter finns listade i Catalogue of Life.